# Governador Eugênio Barros
Governador Eugênio Barros é município do estado do Maranhão, Brasil. Localiza-se na microrregião de Presidente Dutra, mesorregião do Centro Maranhense. O município tem 15 857 habitantes (2007) e 677 km². Foi criado em 1961. O aniversário da cidade é no dia 11 de março.
O município originou-se em 1926 com a chegada do lavrador Macário Francisco de Oliveira, cuja localidade ficara conhecida como Creolí do Macário. Na época esta fazia parte do município de Caxias. Com o Decreto Lei nº 2174 do dia 26 de dezembro de 1961 há
o desmembramento, sendo então inaugurado o município de Governador Eugênio Barros.

## Geografia
A área do município de Governador Eugênio Barros é d 647,015 quilômetros quadrados, o que o coloca na posição 147 dentre as 217 cidades do Maranhão.
| Área da unidade territorial [2024] | 647,015 km²                             |
| Hierarquia urbana [2018]           | Centro Local                            |
| Região de Influência [2018]        | Presidente Dutra - Centro Subregional B |
| Região intermediária [2024]        | Presidente Dutra                        |
| Região imediata [2024]             | Presidente Dutra                        |
| Mesorregião [2022]                 | Centro Maranhense                       |
| Microrregião [2022]                | Presidente Dutra                        |

Fonte: IBGE
| Bioma predominante [2024]             | Cerrado  |
| Área urbanizada [2019]                | 4,01 km² |
| Esgotamento sanitário adequado [2010] | 2,2 %    |
| Arborização de vias públicas [2010]   | 82,6 %   |
| Urbanização de vias públicas [2010]   | 2,6 %    |

Fonte: IBGE
Economia
Em 2021, o PIB per capita do município de Governador Eugênio Barros era de R$ 8.056,04. Comparando-se com outros municípios do estado do Maranhão, ficava na posição 149 de 217.
| PIB per capita [2021]                                                                           | 8.056,04 R$      |
| Índice de Desenvolvimento Humano Municipal (IDHM) [2010]                                        | 0,572            |
| Total de receitas brutas realizadas [2023]                                                      | 69.628.044,34 R$ |
| Transferências correntes (Percentual em relação às receitas correntes brutas realizadas) [2023] | 93,10 %          |
| Total de despesas brutas empenhadas [2023]                                                      | 67.247.935,33 R$ |

Fonte: IBGE
| Salário médio mensal dos trabalhadores formais [2022]                                             | 2,8 salários mínimos |
| Pessoal ocupado [2022]                                                                            | 642 pessoas          |
| População ocupada [2022]                                                                          | 4,61 %               |
| Percentual da população com rendimento nominal mensal per capita de até 1/2 salário mínimo [2010] | 52,7 %               |

Fonte: IBGE
Educação
Em 2010, a taxa de escolarização de crianças entre 6 e 14 anos em Governador Eugênio Barros era de 98,5 %, colocando o município na 13 colocação entre os 217 do estado. Quanto ao Índice de Desenvolvimento da Educação Básica (IDEB) referente ao ano de 2023, os anos iniciais do ensino fundamental na rede pública apresentaram índice de 4,1 enquanto os anos finais atingiram 3,3.
| Taxa de escolarização de 6 a 14 anos de idade [2010]             | 98,5 %           |
| IDEB – Anos iniciais do ensino fundamental (Rede pública) [2023] | 4,1              |
| IDEB – Anos finais do ensino fundamental (Rede pública) [2023]   | 3,3              |
| Matrículas no ensino fundamental [2023]                          | 2.047 matrículas |
| Matrículas no ensino médio [2023]                                | 507 matrículas   |
| Docentes no ensino fundamental [2023]                            | 152 docentes     |
| Docentes no ensino médio [2023]                                  | 22 docentes      |
| Número de estabelecimentos de ensino fundamental [2023]          | 22 escolas       |
| Número de estabelecimentos de ensino médio [2023]                | 3 escolas        |

Fonte: IBGE